# Weißer Katzenwels
Der Weiße Katzenwels (Ameiurus catus) ist eine Fischart aus der Familie der Katzenwelse (Ictaluridae).

## Merkmale
Die ausgewachsenen Weißen Katzenwelse sind etwa 20–45 cm lang. Die Körperoberseite besitzt eine blau-graue Färbung, die Unterseite ist jedoch komplett weiß, wodurch der Fisch seinen Namen bekommt. Gelegentlich sind die Seiten hellgrau gesprenkelt. Sehr große Exemplare besitzen teilweise eine blau-schwarze Oberseite und eine weiß-blaue Unterseite.
Die dunkelhäutige gegabelte Schwanzflosse, welche kürzer ist als die vom Blauen Katzenwels, besitzt circa 19–22 Strahlen. Die bis zu 4 cm langen Barteln besitzen eine weiß-gelblichen Farbton. Der Kopf des weißen Katzenwelses ist flach und abgerundet. Sein weißes Fleisch ist wohlschmeckend, weswegen der Fisch auch als Speisefisch genutzt wird. Die Fische werden bis zu 11 Jahre alt, wobei der bisher älteste erfasste Weiße Katzenwels ein Lebensalter von über 18 Jahren erreichte. Das Rekordgewicht liegt bei 18,88 Pfund.

## Ernährung
Weiße Katzenwelse sind Allesfresser, welche sich bevorzugt von wirbellosen Tieren, kleinen Fischen, kleinen Krustentieren und Pflanzen ernähren.

## Lebensraum und Verbreitung
Bevorzugte Gewässer des Fisches sind warme (ca. 25–30 °C) Teiche und Seen in der subtropischen Klimazone, wo er sich in tieferen Wasserzonen aufhält. Gelegentlich findet man ihn auch in sauren Gewässern, Gewässern mit leichten Strömungen und in Brackwassern. Jedoch meidet er zu starke Strömungen, kann dafür aber in sehr salzigen Gewässern überleben. Die natürlichen Verbreitungsgebiete sind die Küsten des Golfs von Mexiko und des Atlantiks. Besonders verbreitet sind die Weißen Katzenwelse in Virginia in zahlreichen Flüssen wie dem Rappahannock River und dem Potomac River, in Florida und im Hudson River bei New York. Heute findet man die Tiere auch in anderen Gebieten aufgrund der eigenen Ausbreitung.

## Fortpflanzung
Im späten Mai beziehungsweise im frühen Juli ist die Laichzeit der Fische. Dabei legen die Weibchen den Laich in große Kuhlen aus Sand oder Schotter ab, welche vorher von beiden Sexualpartnern ausgegraben wurden. In der Laichzeit benötigen die Fische eine Wassertemperatur von ca. 20 °C. In 1,4 bis 4,4 Jahren kann sich eine Population dieser Spezies verdoppeln.